# La Boyada
La Boyada ist eine Ortschaft in Uruguay.

## Geographie
La Boyada befindet sich auf dem Gebiet des Departamento San José in dessen Sektor 5. Ansiedlungen in der Nähe sind das am Río de la Plata gelegene Boca del Cufré in westsüdwestlicher Richtung, Colonia Delta im Südwesten, Ecilda Paullier und Scavino im Nordwesten, sowie das in der Cuchilla Pereira gelegene Mevir Costas de Pereyra im Südosten. Westlich des Ortes fließt der in den Arroyo Sauce mündende Arroyo Las Toscas, östlich führt der Arroyo de la Boyada, ein rechtsseitiger Nebenfluss des Arroyo Pavón vorbei.

## Infrastruktur
Durch den Ort führt die Ruta 1.

## Einwohner
Die Einwohnerzahl von La Boyada beträgt 61 (Stand: 2011), davon 29 männliche und 32 weibliche.
| Jahr | Einwohner |
| ---- | --------- |
| 1963 | 110       |
| 1975 | 116       |
| 1985 | 87        |
| 1996 | 81        |
| 2004 | 67        |
| 2011 | 61        |

Quelle: Instituto Nacional de Estadística de Uruguay